# Passion and Warfare
Passion and Warfare —en español: Pasión y guerra— es el segundo álbum de estudio solista del guitarrista Steve Vai. El disco se compone de 14 temas, destacando el séptimo tema, una balada instrumental de seis minutos llamada For the Love of God.
Fue compuesto íntegramente por él entre los años 1985 y 1989, durante el tiempo en que no estaba con la banda de David Lee Roth. Durante estos años Steve se había aliado con la fábrica de guitarras Ibanez, haciendo posible la salida de la línea Jem, con la firma de Steve. Siempre buscando expandir las fronteras de su instrumento favorito, Vai diseñó la primera guitarra de siete cuerdas, hecha realidad por la mencionada factoría. La denominada Ibanez Universe UV77MC aparece en la tapa del álbum y fue utilizada intensa y extensivamente durante la grabación de este disco.
Además de Steve Vai participaron en Passion and Warfare Chris Frazier en batería, Stuart Hamm en bajo y Dave Rosenthal en teclados, como miembros principales. En algunos temas aparecen Tris Imboden en batería, Bob Harris en teclados y Pía Vai, esposa de Steve, ejecutando los teclados también. En tres temas Steve ejecuta todos los instrumentos. Este disco no es instrumental en su totalidad, ya que da cabida a pequeños pasajes de voz y sonidos extraños ejecutados por los músicos invitados o por él mismo. En varios temas un chico interpreta a Steve en su niñez, simulando una presentación del guitarrista en un acto de su escuela, en el que a la maestra le da un ataque de histeria.

## Listado de canciones
Todas las canciones escritas y compuestas por Steve Vai. 
| N.º   | Título                      | Duración |  |
| 1.    | «Liberty»                   | 2:02     |  |
| 2.    | «Erotic Nightmares»         | 4:13     |  |
| 3.    | «The Animal»                | 3:55     |  |
| 4.    | «Answers»                   | 2:41     |  |
| 5.    | «The Riddle»                | 6:22     |  |
| 6.    | «Ballerina 12/24»           | 1:45     |  |
| 7.    | «For the Love of God»       | 6:02     |  |
| 8.    | «The Audience Is Listening» | 5:30     |  |
| 9.    | «I Would Love To»           | 3:40     |  |
| 10.   | «Blue Powder»               | 4:44     |  |
| 11.   | «Greasy Kid’s Stuff»        | 2:57     |  |
| 12.   | «Alien Water Kiss»          | 1:10     |  |
| 13.   | «Sisters»                   | 4:07     |  |
| 14.   | «Love Secrets»              | 3:35     |  |
| 52:43 |                             |          |  |